# Ubisoft Reflections
Ubisoft Reflections, früher Reflections Interactive, ist ein britischer Spieleentwickler mit Sitz in Newcastle upon Tyne. Es wurde 1984 von Martin Edmondson und Nicholas Chamberlain gegründet. Das Studio ist unter anderem für die Rennspiele der Destruction-Derby- und der Driver-Serie bekannt. Seit 2006 ist das Studio ein Teil des Ubisoft-Konzerns.

## Geschichte
Das Unternehmen wurde 1984 von Martin Edmondson und Nicholas Chamberlain gegründet und entwickelte zunächst Spiele für die Heimcomputer Acorn Electron und BBC Micro. Das erste Spiel, das die Gründer entwickelten, trug den Titel Paper-Round und war eine Umsetzung des Arcade-Spiels Paperboy. Die Entwickler gaben dieses Projekt jedoch vor Vollendung auf und entwickelten stattdessen das Action-Adventure Ravenskull. Im Anschluss folgten Codename: Droid und Stryker's Run.
1989 erschien Shadow of the Beast. Dies war das erste Spiel des Entwicklers für den Amiga und das erste, bei dem die Bezeichnung Reflections verwendet wurde. Das Spiel wurde von Psygnosis veröffentlicht.
1995 wurde Destruction Derby für PlayStation, DOS und Saturn veröffentlicht. Es war das erste Spiel, was sich auf die Darstellung von Unfällen und Zerstörung konzentrierte. In kommerzieller Hinsicht war Destruction Derby erfolgreich, es war das erste Spiel von Reflections, von dem mehr als eine Million Einheiten verkauft wurden. Es folgten mehrere Nachfolger, die allerdings nicht alle von Reflections entwickelt wurden.
1998 wurde das Unternehmen vom französischen Konzern GT Interactive für 41 Millionen US-Dollar gekauft. Ein Jahr später folgte mit Driver ein weiteres Rennspiel, in dem der Spieler die Rolle eines Undercover-Polizisten übernahm. Driver entwickelte sich ebenfalls zu einem Erfolg. Es wurde von der Presse gelobt, ausgezeichnet und mehrfach wieder veröffentlicht.

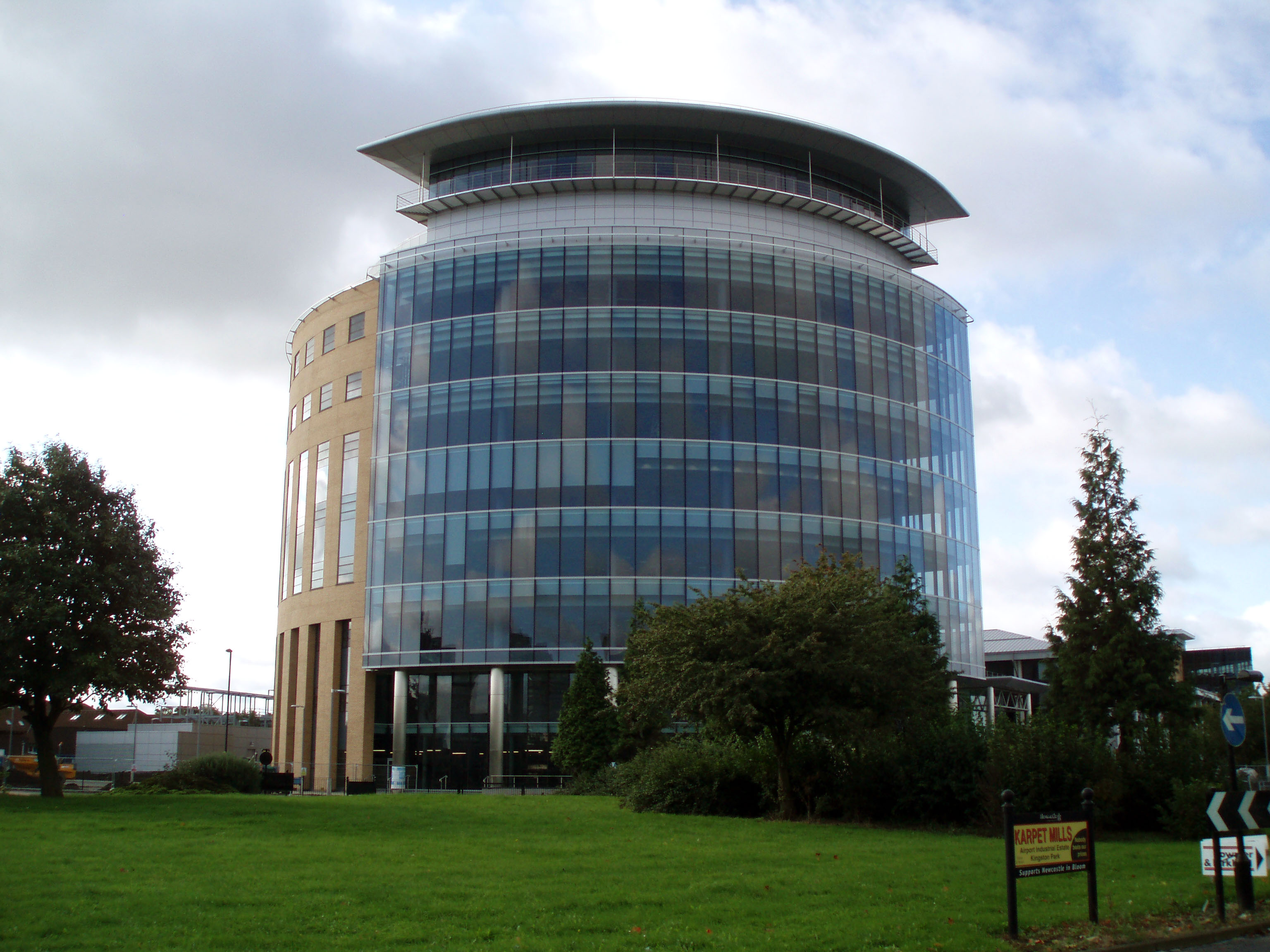
Sitz von Ubisoft Reflections

Im gleichen Jahr wurde GT Interactive zu 70 % von Infogrames für 135 Millionen US-Dollar erworben. 2004 verließ der Gründer Edmondson im Rahmen der Entwicklung von Driver: Parallel Lines Reflections und verklagte Atari, wie sich GT Interactive inzwischen nannte, wegen Unstimmigkeiten zwischen dem Entwickler und dem Publisher. Der Streit wurde außergerichtlich geklärt. Inzwischen übernahm Edmondsons Bruder Gareth die Leitung des Studios.
Im Sommer 2006 verkaufte Atari kurz nach der Veröffentlichung von Reflections und die Namensrechte an der Driver-Serie aufgrund von Geldknappheit an den französischen Konzern Ubisoft. Lediglich für das kürzlich erschienene Driver: Parallel Lines behielt Atari das Vermarktungsrecht bis Ende 2006. Das britische Studio wurde daraufhin in Ubisoft Reflections umbenannt. Das erste Spiel unter Ubisoft-Leitung erschien 2007 und trug den Titel Driver 76.
Später begann Ubisoft mit der Entwicklung eines neuen Driver-Titel. Dieser sollte laut Ubisoft die Serie, die mit jedem neuen Teil weiter an Popularität verloren hatte, wieder zu alter Größe führen. Der Gründer Martin Edmondson kehrte für die Entwicklung des Spiels zu Reflections als Berater zurück. 2011 erschien es schließlich unter dem Titel Driver: San Francisco. Im selben Jahr verließ Edmondsons Bruder das Studio.
Für den 2012 erschienenen Shooter Far Cry 3 unterstützte Reflections Ubisoft Montreal bei der Entwicklung der Fahrzeuge. Ebenfalls wirkte das Studio bei der Umsetzung des MMO-Rennspiels The Crew mit.
Seit 2013 wird das Studio von Pauline Jacquey geleitet.

## Spiele
| Titel                         | Jahr | Plattform                                                        |
| ----------------------------- | ---- | ---------------------------------------------------------------- |
| Ravenskull                    | 1986 | Acorn Electron, BBC Micro                                        |
| Codename: Droid               | 1987 | Acorn Electron, BBC Micro                                        |
| Stryker's Run                 | 1987 | Acorn Electron                                                   |
| Shadow of the Beast           | 1989 | Amiga                                                            |
| Ballistix                     | 1989 | Amiga, Atari ST                                                  |
| Shadow of the Beast II        | 1990 | Amiga, Atari ST                                                  |
| Awesome                       | 1990 | Amiga, Atari ST                                                  |
| Shadow of the Beast III       | 1992 | Amiga                                                            |
| Brian the Lion                | 1994 | Amiga                                                            |
| Destruction Derby             | 1995 | DOS, PlayStation, Sega Saturn                                    |
| Destruction Derby 2           | 1996 | DOS, PlayStation, Windows                                        |
| Thunder Truck Rally           | 1998 | DOS, PlayStation, Windows                                        |
| Driver                        | 1999 | PlayStation, Windows, Mac, Game Boy Color                        |
| Driver 2: Back on the Streets | 2000 | PlayStation, Game Boy Advance                                    |
| Stuntman                      | 2002 | PlayStation 2                                                    |
| Driv3r                        | 2004 | Xbox, PlayStation 2, Windows                                     |
| Driver: Parallel Lines        | 2006 | PlayStation 2, Xbox, Wii, Windows                                |
| Driver 76                     | 2007 | PlayStation Portable                                             |
| Emergency Heroes              | 2008 | Wii                                                              |
| Monster 4x4: Stunt Racer      | 2009 | Wii                                                              |
| Driver: San Francisco         | 2011 | Mac OS X, PlayStation 3, Wii, Windows, Xbox 360                  |
| Just Dance 3                  | 2011 | PlayStation 3                                                    |
| Just Dance 4                  | 2012 | PlayStation 3, Wii, Wii U, Xbox 360                              |
| Far Cry 3                     | 2012 | PlayStation 3, Windows, Xbox 360                                 |
| Just Dance 2014               | 2013 | PlayStation 3, PlayStation 4, Wii, Wii U, Xbox 360, Xbox One     |
| Watch Dogs                    | 2014 | PlayStation 3, PlayStation 4, Wii U, Windows, Xbox 360, Xbox One |
| Just Dance 2015               | 2014 | PlayStation 3, PlayStation 4, Wii, Wii U, Xbox 360, Xbox One     |
| The Crew                      | 2014 | PlayStation 4, Windows, Xbox 360, Xbox One                       |
| Tom Clancy’s The Division     | 2016 | PlayStation 4, Windows, Xbox One                                 |
| Grow Home                     | 2015 | Windows                                                          |
| Grow Up                       | 2016 | PlayStation 4, Windows, Xbox One                                 |
| Atomega                       | 2017 | Windows                                                          |
| Ode                           | 2017 | Windows                                                          |